# William Flannery
William Edward Flannery (Ohio, 17 novembre 1898 – Los Angeles, 25 gennaio 1959) è stato uno scenografo e architetto statunitense.

## Filmografia parziale
- 1940 - Giubbe rosse
- 1944 - La mia via
- 1945 - Le campane di Santa Maria
- 1946 - L'angelo del dolore
- 1947 - Il lutto si addice ad Elettra
- 1948 - Arco di trionfo
- 1952 - Il giuramento dei Sioux
- 1954 - Phffft... e l'amore si sgonfia
- 1956 - The Sun Sets at Dawn
- 1955 - Picnic
- 1956 - Il colosso d'argilla